# Lamproscatella montana
Lamproscatella montana är en tvåvingeart som beskrevs av Nina Krivosheina 2004. Lamproscatella montana ingår i släktet Lamproscatella och familjen vattenflugor. Inga underarter finns listade i Catalogue of Life.